# Chobot (Nesperská Lhota)
Chobot je část (základní sídelní jednotka) osady Nesperská Lhota, která je součástí města Vlašim. Nachází se v okrese Benešov, necelých 7 km od Vlašimi.

## Historie
První písemná zmínka o osadě pochází z roku 1392.

## Dostupnost
Místem prochází cyklistická trasa 0069.